# Nano (SI-prefix)
Nano, met symbool n, is het SI-voorvoegsel dat gebruikt wordt om een factor 10−9, oftewel 0,000 000 001 aan te duiden. De term wordt gebruikt sinds 1960; de naam is afgeleid van het Oudgriekse νᾶνος (nanos) of het Latijnse nanus voor dwerg.
Men gebruikt nano ook om aan te geven dat iets in de orde van grootte van een nanometer is, bijvoorbeeld in de nanotechnologie en bij elektromagnetische golven, waarvan de golflengte in het nanometerbereik ligt, zoals bij zichtbaar licht.
In de elektronica wordt met 'nano' heel vaak de nanofarad (nF) bedoeld, de eenheid van elektrische capaciteit, hoewel ook de zelfinductie van een spoel praktische waarden kan hebben in het nanohenrybereik (nH).
In de chemie wordt veel gebruikgemaakt van de nanomol (nmol), al dan niet per liter of per seconde.